# Empire (revista)
Empire é uma revista de cinema mensal britânica. No ano de 2008, ela realizou uma pesquisa com mais de dez mil assinantes, 150 cineastas e 50 críticos de cinema para eleger os Os 500 Melhores Filmes de Todos os Tempos. Em 2017, ela entrevistou cinco mil leitores para produzir uma lista dos 100 maiores filmes já feitos.